# Mesochorus scopulus
Mesochorus scopulus är en stekelart som beskrevs av Schwenke 1999. Mesochorus scopulus ingår i släktet Mesochorus och familjen brokparasitsteklar. Inga underarter finns listade i Catalogue of Life.